# Cambridge University Press
Cambridge University Press é uma editora britânica, fundada em 1534 com o aval do rei Henrique VIII para a Universidade de Cambridge, sendo a editora mais antiga do mundo em operação contínua e a segunda maior editora universitária do mundo.